# Antonio Salamanca
Antonio Salamanca (1478, Salamanque — 1562, Rome) est un marchand et éditeur de livres et d'estampes ainsi que cartographe et graveur italien d'origine espagnole.

## Biographie
Antonio Salamanca est né Marco Antonio Martínez dans une famille de nobles à Salamanque, en Espagne (d'où son pseudonyme), vers le 4 avril 1478,.
Il est arrivé de Salamanque à Rome en 1505,. Actif comme éditeur et vendeur de livres et d'estampes de 1517 à sa mort dans la ville, il occupe aussi des fonctions de banquier et organise dans sa boutique de Campo de' Fiori des réunions savantes d'antiquaires,.
Une grande partie des estampes qu'il a publiées sont des antiquités romaines ; à partir de 1538, on connaît notamment des estampes du Colisée gravé par Girolamo Fagiuoli de Bologne d'après Domenico Giuntalodi (it),.
En 1532, il publie sa première collection de gravures avec des estampes de sujets mythologiques, dont des œuvres d'après Raphaël. Comme graveur, on connaît de lui une Pietà d'après Michel-Ange, un portrait d'après Bandinelli et la Création des animaux d'après Raphaël, ces œuvres étant toutes datées d'entre 1545 et 1548.
À partir de 1553, Salamanca s'associe avec le graveur, cartographe et éditeur français Antoine Lafréry, lui aussi installé à Campo de' Fiori, avec lequel il publie notamment un livre de Juan Valverde de Amusco (en) illustré par Nicolas Béatrizet. Sa coopération avec Lafréry dure jusqu'à sa mort, pendant près d'une décennie, et produit des cartes gravées, des gravures et des vues de villes, ainsi que des brochures d'information (avvisi (en)) sur les événements importants de son époque,,.
Admis membre des Virtuosi al Pantheon à l'âge de 68 ans, Salamanca obtient la citoyenneté romaine en 1560, déclarant y avoir vécu pendant 55 ans et possédant plusieurs propriétés ; cette citoyenneté s'applique aussi à ses descendants.
Antonio Salamanca meurt à Rome le 11 juillet 1562. Il n'est pas enterré dans l'un des deux cimetières espagnols de la ville, mais à l'église San Lorenzo in Damaso.
Tandis que le partenariat avec Lafréry avait continué un temps avec son fils Francesco, celui-ci le dissout en 1563 et sa part des actions est rachetée par l'ancien partenaire,.

## Activités d'édition d'Antonio Salamanca
Comme éditeur, Salamanca a un rôle primordial dans la diffusion des œuvres littéraires espagnoles en Italie, qu'il publie en espagnol.
Principaux ouvrages publiés :
- (es) Garci Rodríguez de Montalvo, Amadís de Gaula [« Amadis de Gaule »], 1519.
- (es) Anonyme, La Celestina ou Tragicomedia de Calisto y Melibea [« La Célestine »], 1520.
- (es) Garci Rodríguez de Montalvo, Las sergas del muy virtuoso caballero Esplandián, 1525.
- (es) Fray Antonio de Guevara, Libro áureo de Marco Aurelio emperador y eloquentíssimo orador, 1531.
- (es) Obras de Boscán y algunas de Garcilaso de la Vega, 1547.
- (es) Juan Valverde de Amusco (en), Historia De la composicion del cuerpo humano, escrita por Ioan de Valverde de Hamusco, impr. par Antonio Salamanca et Antoine Lafréry, Roma, 1556. Illustrations dessinées par l'Espagnol Gaspar Becerra et gravées par Nicolas Béatrizet[12].

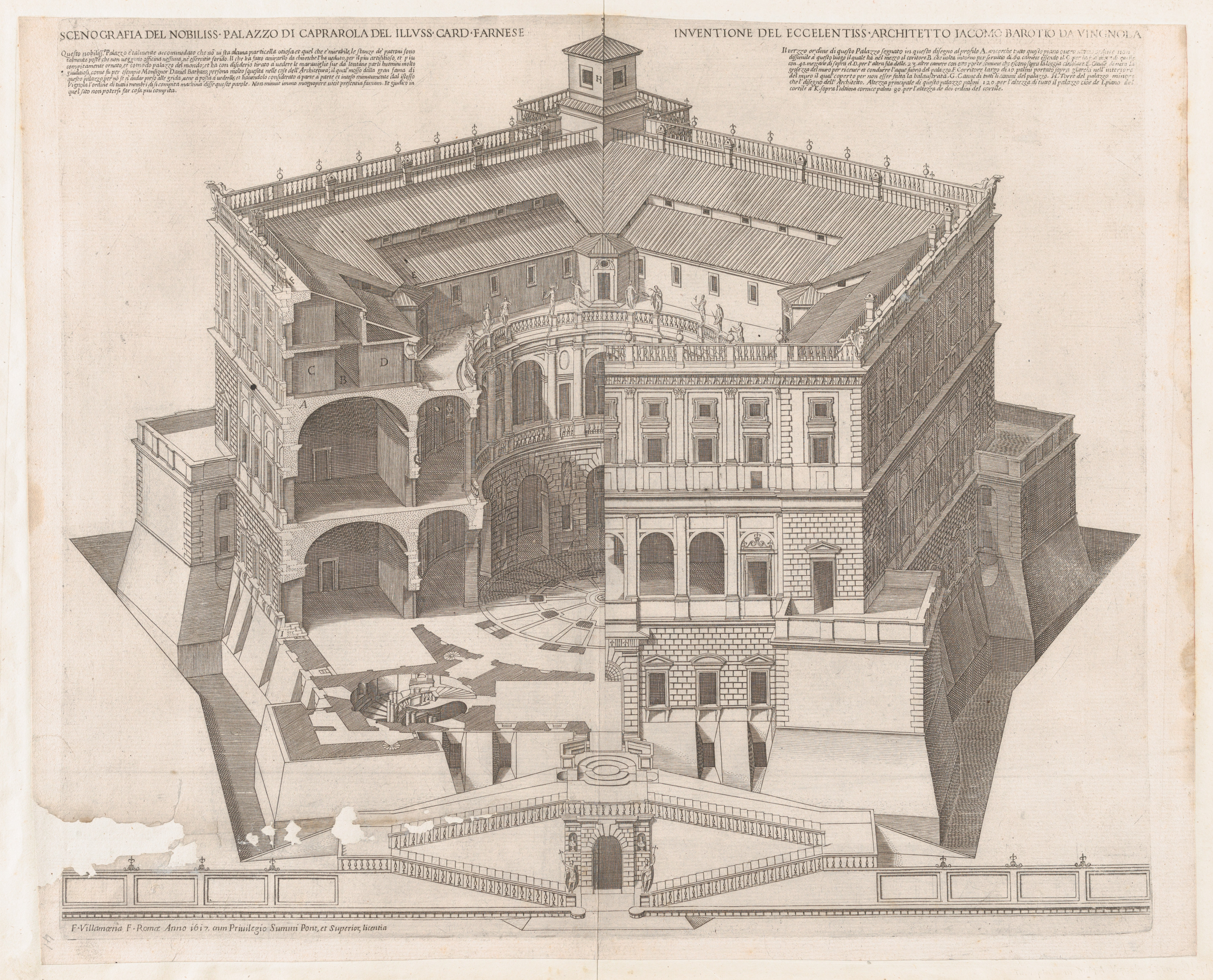
Farnese Palace, gravure de Francesco Villamena qui fait partie du Speculum Romanae Magnificentiae. Édition de 1573 conservée au Metropolitan Museum of Art.

Son activité éditoriale est cependant principalement orientée vers la publication d'estampe et de livres illustrés, parfois en collaboration avec d'autres éditeurs et libraires, comme c'est le cas de la publication de l'Historia De la composicion del cuerpo humano, escrita por Ioan de Valverde de Hamusco (« Histoire de la composition du corps humain » de Juan Valverde de Amusco), richement illustrée de gravures de Nicolas Béatrizet et pour laquelle il est associé à l'éditeur français Antoine Lafréry. Avec lui, il participe à l'élaboration et la publication de l’Atlas de Lafréry (qui sera publié en 1564) en En 1532, lorsqu'il peut mettre la main sur les dessins et les plaques de cuivre qui avaient appartenu à Marcantonio Raimondi, dont de nombreux dessins de Raphaël, il publié la première de ses collections d'estampes, composée de 32 gravures sur cuivre à sujet mythologique. De l'association avec Lafréry ont été publiées de nombreuses vues gravées de Rome, des découvertes archéologiques qui y avaient lieu à la même époque, ainsi que de cartes et de vues topographiques, dont beaucoup ont été recueillies plus tard dans le Speculum Romanae Magnificentiae (1540),.

## Iconographie
Un portrait à la craie noire de Sebastiano del Piombo se trouve au British Museum.

## Conservation
Les estampes ou les ouvrages de ou édités par Antonio Salamanca sont conservés dans de nombreuses institutions, parmi lesquelles :
- Bibliothèque nationale d'Espagne[15]
- Rijksmuseum Amsterdam[16],[17]
- Metropolitan Museum of Art[18]
- Musée national de Varsovie[19]
- Royal Academy[20]
- Wellcome Library[21]
- Cooper–Hewitt, Smithsonian Design Museum[22]
- National Gallery of Art[23]

Gravures d'Antonio Salamanca
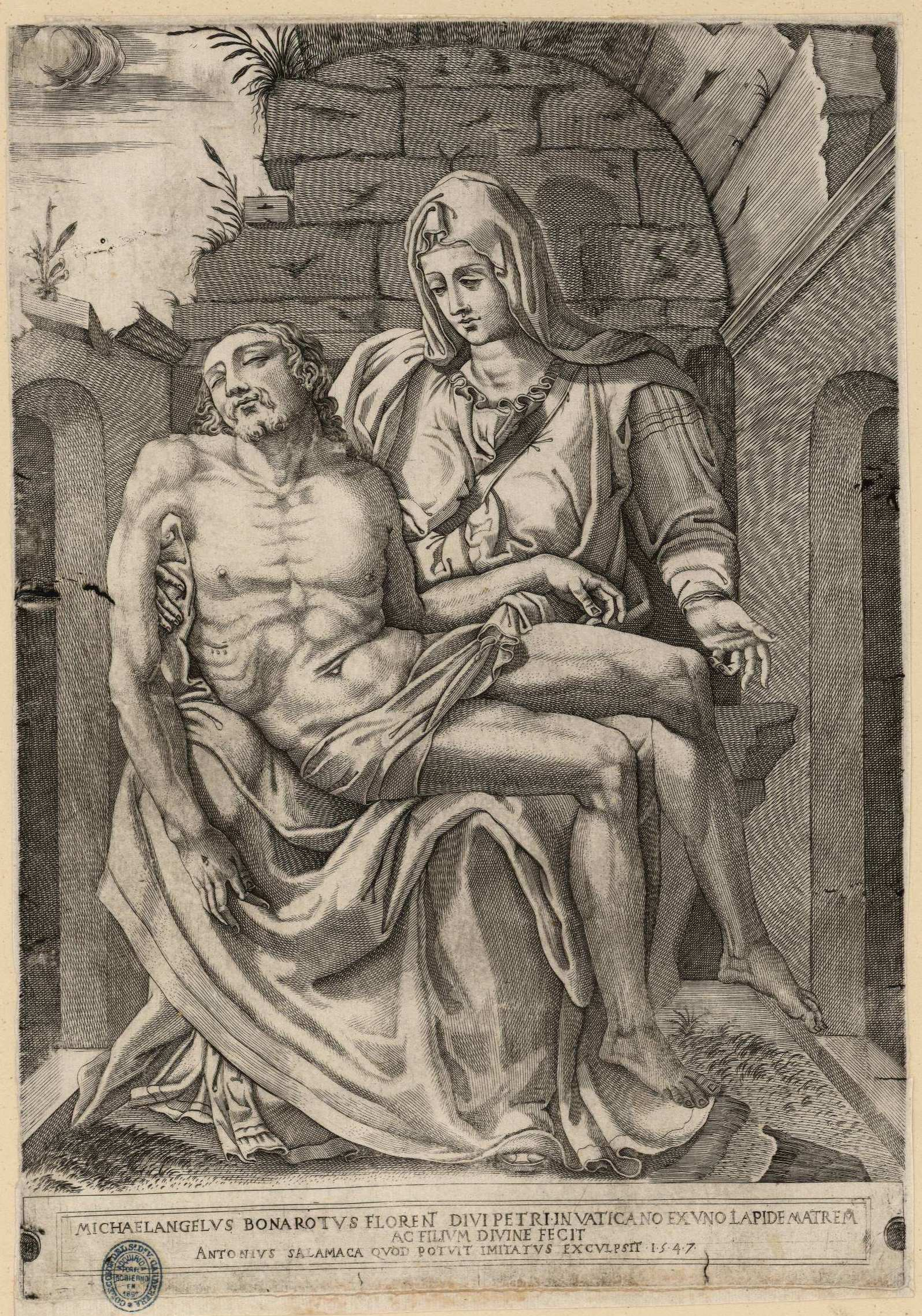
La Pietà, d'après Michel-Ange (1547, Bibliothèque nationale d'Espagne).
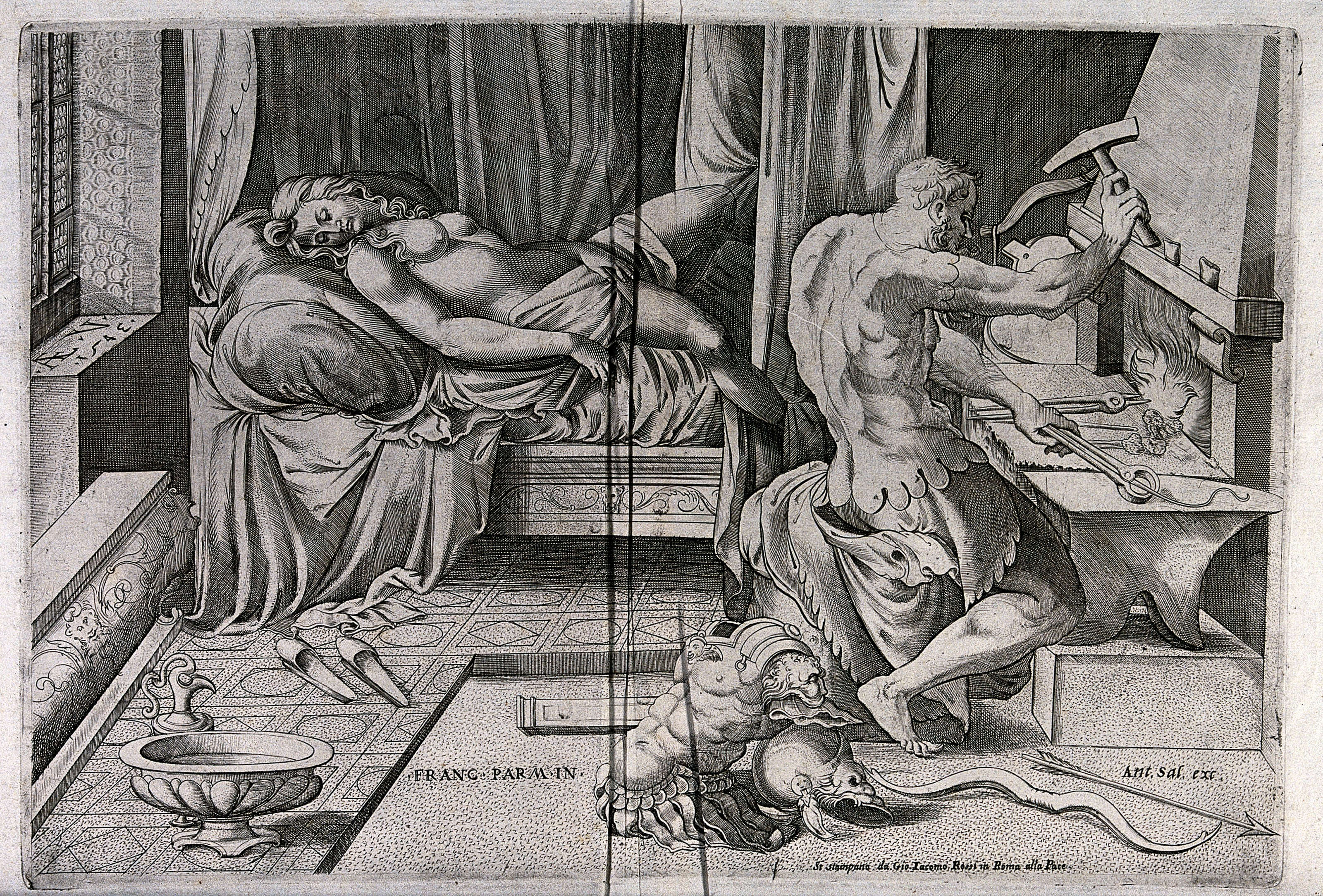
Vulcain forge des chaînes en métal pendant que Vénus dort, d'après Le Parmesan (n. d., Wellcome Library).
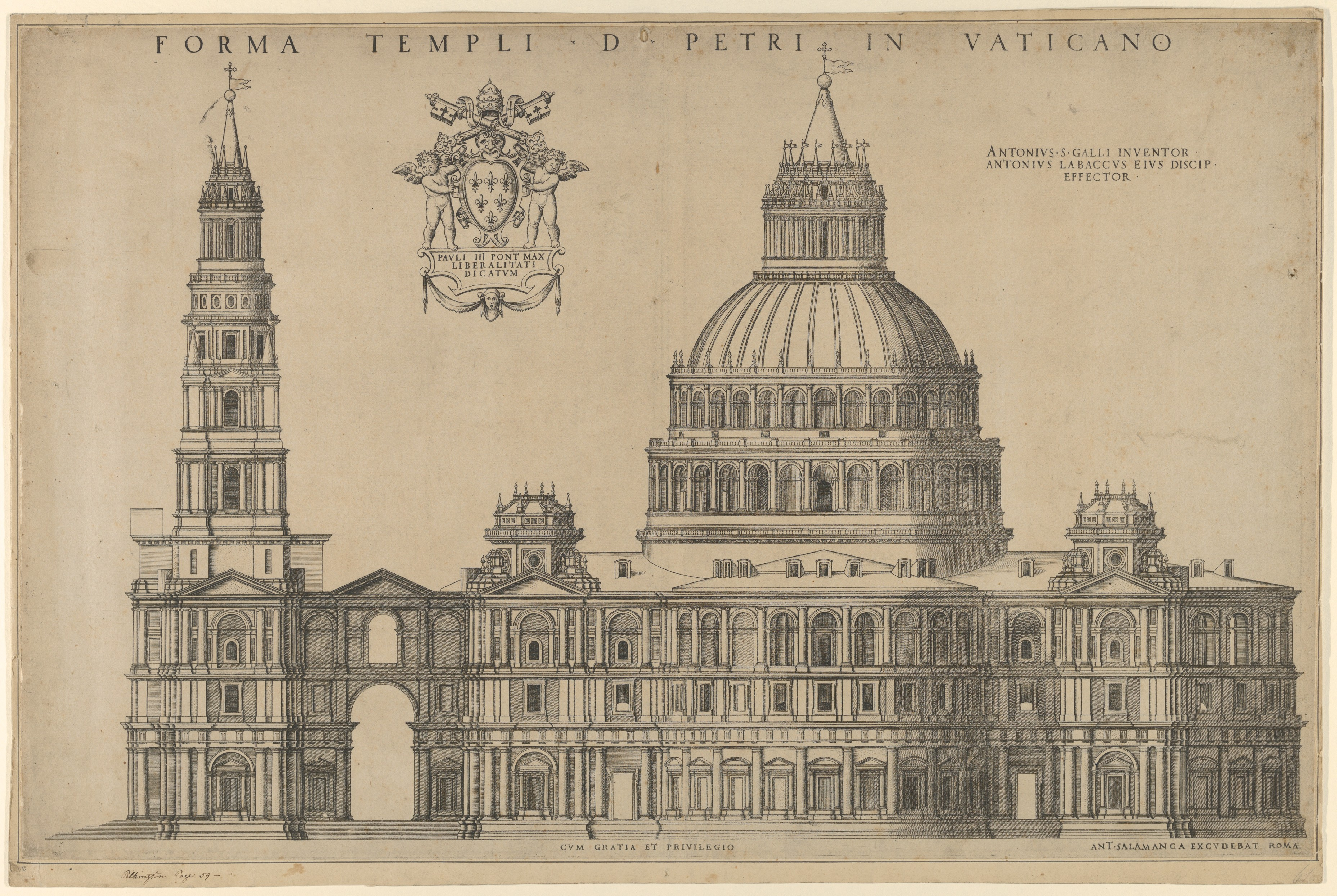
Projet d'Antonio da Sangallo pour Saint-Pierre, plan de la façade étendu à gauche avec une tour, d'après Antonio Abaco (1540–1549, Metropolitan Museum of Art).
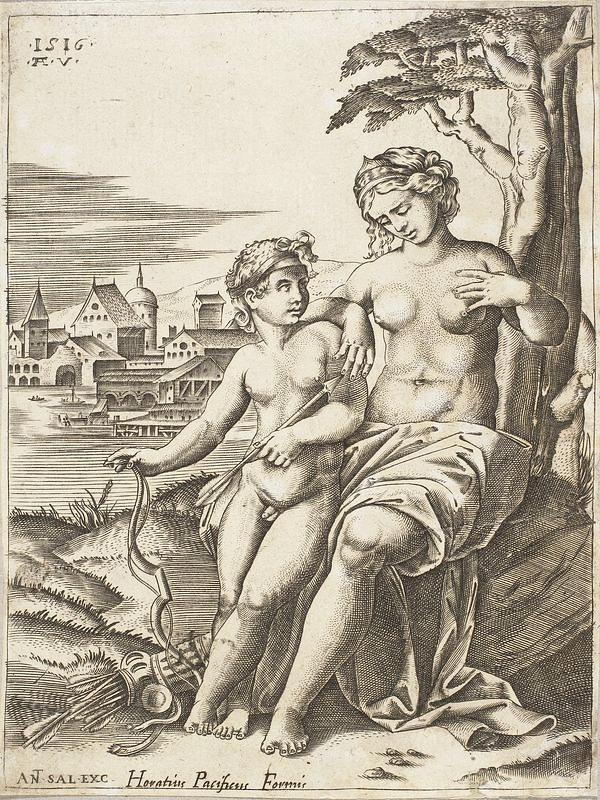
Vénus et Cupidon, d'après Raphaël (1516, Musée national de Varsovie).